# Harry L. Davis

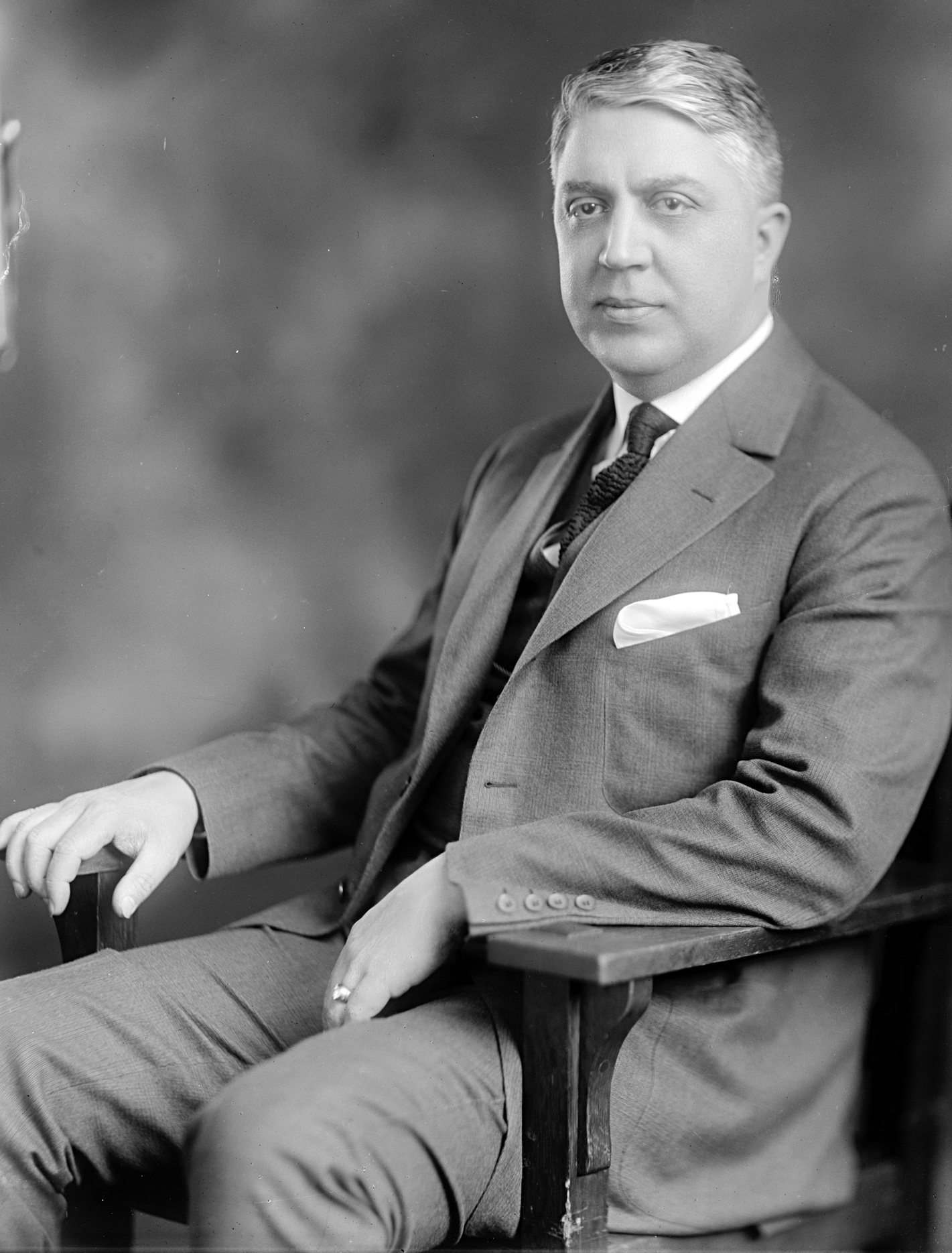
Harry L. Davis.

Harry Lyman Davis, född 25 januari 1878 i Cleveland, Ohio, död 21 maj 1950 i Cleveland, Ohio, var en amerikansk republikansk politiker. Han var borgmästare i Cleveland 1916-1919 och 1934-1935. Han var den 49:e guvernören i delstaten Ohio 1921-1923.
Harris gifte sig 16 juli 1902 med Lucy V. Fegan. Paret fick ett barn, sonen Harry L. Davis, Jr. Davis besegrade Peter Witt i borgmästarvalet i Cleveland 1915. Under Davis tid som borgmästare förekom det 1919 kravaller mellan första maj-demonstranterna och polisen.
Davis besegrade demokraten A. Victor Donahey i guvernörsvalet 1920. Han bestämde sig för att inte kandidera till omval i guvernörsvalet 1922. Han efterträddes av Donahey som han sedan utmanade i guvernörsvalet 1924 utan framgång.
Davis besegrade ämbetsinnehavaren Raymond T. Miller i borgmästarvalet i Cleveland 1933. Han efterträddes som borgmästare av Harold H. Burton.
Davis var baptist. Hans är begravd på Lake View Cemetery i Cleveland.